# José Filipe Moraes Cabral
José Filipe Mendes Morais Cabral (Lisboa, 6 de dezembro de 1950) é um diplomata português. É o actual embaixador de Portugal em França e Representante Permanente de Portugal junto das Nações Unidas em Nova Iorque desde 2008.
Moraes Cabral frequentou a Universidade Livre de Bruxelas e entrou na carreira diplomática em 1979. De 1982 a 1991 esteve em missões diplomáticas no Canadá, Marrocos, Arábia Saudita e junto da União Europeia.
Em 1999 foi nomeado embaixador de Portugal em Israel, posto que manteve até 2001, tornando-se chefe de gabinete do presidente Jorge Sampaio. De 2004 a 2008 foi o embaixador de Portugal em Espanha, e em dezembro de 2008 tornou-se o Representantes Permanentes de Portugal junto às Nações Unidas, em Nova Iorque.
Em novembro de 2011, Moraes Cabral foi o Presidente do Conselho de Segurança das Nações Unidas.
Foi embaixador de Portugal em França de 2013 à 2017, sucedendo a Francisco Seixas da Costa (2009-2013).